# ويليام غريني (اقتصادي)
ويليام غريني (بالإنجليزية: William Greene)‏ هو اقتصادي أمريكي، ولد في 16 يناير 1951.